# (15424) 1998 QE100
(15424) 1998 QE100 est un astéroïde de la ceinture principale d'astéroïdes découvert en 1998.

## Description
(15424) 1998 QE100 a été découvert le 26 août 1998 à l'observatoire de La Silla, au Chili, par Eric Walter Elst.

### Caractéristiques orbitales
L'orbite de cet astéroïde est caractérisée par un demi-grand axe de 2,40 UA, un périhélie de 1,95 UA, une excentricité de 0,19 et une inclinaison de 3,22° par rapport à l'écliptique. Du fait de ces caractéristiques, à savoir un demi-grand axe compris entre 2 et 3,2 UA et un périhélie supérieur à 1,666 UA, il est classé, selon la JPL Small-Body Database, comme objet de la ceinture principale d'astéroïdes.

### Caractéristiques physiques
(15424) 1998 QE100 a une magnitude absolue (H) de 14,2 et un albédo estimé à 0,276.